# Ombitasvir
Ombitasvir là thuốc kháng vi-rút để điều trị nhiễm vi-rút viêm gan C (HCV) của AbbVie. Tại Hoa Kỳ, nó được Cục Quản lý Thực phẩm và Dược phẩm chấp thuận cho sử dụng kết hợp với paritaprevir, ritonavir và dasabuvir trong sản phẩm Viekira Pak để điều trị HCV genotype 1, và với paritaprevir và ritonavir trong sản phẩm Technivie để điều trị kiểu gen HCV 4.
Ombitasvir là chất ức chế NS5A hoạt động bằng cách ức chế protein HCV NS5A.